# Titicacafuut
De titicacafuut (Rollandia microptera) is een vogel uit de familie Podicipedidae. Het is een bedreigde, endemische vogelsoort in bergmeren in de Andes.

## Kenmerken
De vogel is 28 tot 45 cm lang, gemiddeld iets kleiner dan de roodhalsfuut. Deze fuut heeft het vliegvermogen verloren. Van boven is de vogel zwartbruin. De nek en de voorkant van de hals zijn roodbruin en de keel, kin en het bovenste stuk van de hals vormen een witte uitsparing in het bruin. De snavel is relatief kort en dik en geel tot oranje gekleurd. In de broedtijd zijn er donkerbruine sierveren op de kop, maar buiten het broedseizoen ontbreken deze veren en is deze fuut wat bleker van kleur.

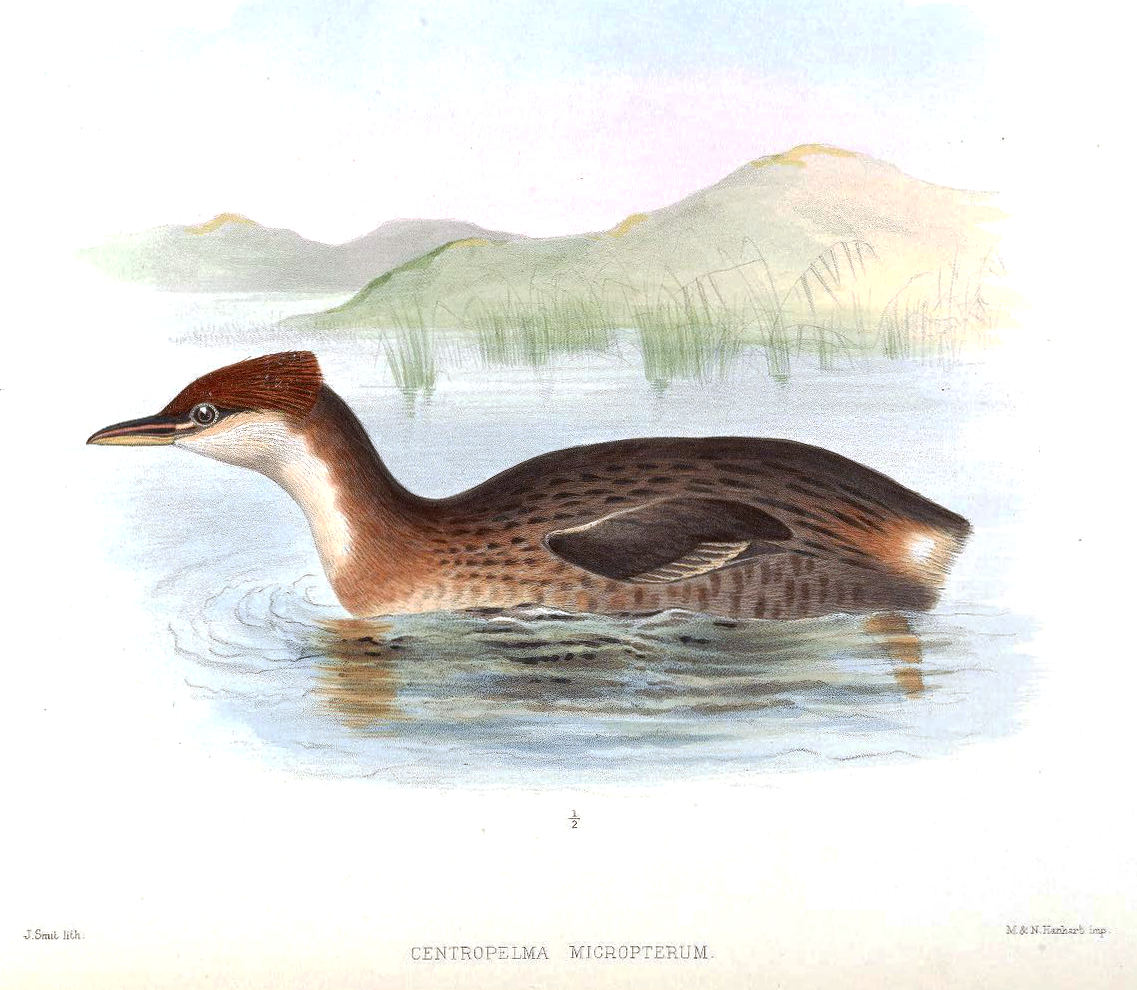
Afbeelding gemaakt door Joseph Smit uit publicatie uit 1869

## Leefwijze
Het is een van de drie futensoorten die niet kunnen vliegen. De dieren rennen wel over het water en fladderen als razend met hun vleugeltjes, maar los komen ze niet. Bij gevaar duiken ze onder.

## Verspreiding
Deze bijzondere vogelsoort komt alleen voor op enkele grote meren in de Andes, die hoger dan 3000 meter boven zeeniveau liggen zoals het Laguna Arapa en het Laguna Umayo in zuidoost Peru, het Titicacameer op de grens met Bolivia en het Laguna Uru-uru en het Poopomeer in West-Bolivia. Het leefgebied bestaat uit de dicht met riet begroeide oeverzones van deze meren.

## Status
De titicacafuut heeft een beperkt verspreidingsgebied en daardoor is de kans op uitsterven aanwezig. De grootte van de populatie werd in 2006 door BirdLife International geschat op ongeveer 1600 volwassen individuen en de populatie-aantallen nemen waarschijnlijk af met 50% in aantal over een periode van tien jaar. Het leefgebied wordt steeds onaantrekkelijker door een groot aantal verschillende processen waaronder watervervuiling door lozingen uit bewoond gebied en mijnbouwactiviteiten en steeds grotere visserij-inspanning waarbij lange, staande nylonnetten worden gebruikt waarin de futen verward raken en verdrinken. Bovendien is er steeds meer jacht op vogels en watertoerisme dat verstoring geeft in de rietoevers, verder wordt riet afgebrand. Om al deze redenen staat deze soort als bedreigd op de Rode Lijst van de IUCN.